# José María de Bustillo Gómez de Barreda
José María Bustillo y Barreda (c.1803, Isla de León, San Fernando, província de Cadis-2 de maig de 1868, el Puerto de Santa María, província de Cadis), I Comte de Bustillo, va ser un polític i marí espanyol.

## Biografia
Va obtenir plaça de guardiamarina el 22 de gener de 1816 al Departament de Cadis. En 1819 va ser alferes de fragata, en 1825 va ascendir a alferes de navili, en 1832 va ascendir a tinent de navili, va ser capità de fragata a partir de 1837, en 1844 va ascendir a capità de navili i en 1846 va ascendir a brigadier. En 1849 va formar part d'una expedició per auxiliar al papa Pius IX. En 1850 és nomenat cap d'esquadra i en 1851 va ser nomenat Ministre de Marina, càrrec que va ocupar fins a juny de l'any següent, després de la qual cosa va marxar de Madrid per prendre el comandament de la posta de l'Havana.
Va arribar a Cuba al juliol de 1852, quan li va ser informada l'arribada a l'illa de tropes de filibusters al comandament de l'ex general Narciso López, als quals es va enfrontar en terra i els va obligar a reembarcar. Després els va tornar a enfrontar a Morillo de la Manima, derrotant-los finalment i aconseguint capturar a 50 homes. Per aquest acte el govern li va lliurar la gran creu de l'Orde de Carles III. Va estar a Cuba els tres anys preceptius i va tornar a Espanya en 1854. En 1855 va ser designat vocal de la Junta Consultiva d'Ultramar.
Per Reial decret del 14 de novembre de 1855 és condecorat amb la gran creu de l'Orde de Sant Hermenegild per tenir complerts els requisits, però amb antiguitat del 24 de juliol. En 1854 se li concedeix la gran creu de l'Orde d'Isabel la Catòlica, per la seva operació de defensa del Papa. En 1856 és nomenat Comandant General de vaixells, aprests d'expedicions, matrícules, pesca i navegació de particulars.
En 1857 se li va atorgar la capitania general del Departament de Ferrol i el 25 d'octubre d'aquest any serà nomenat de nou Ministre de Marina, càrrec que ocuparia fins a 1858. En 1859 és nomenat comandant general de l'esquadra d'operacions a Àfrica i en 1860 va participar en els bombardejos de les ciutats de Larraix, Arcila, Rabat i Salé i, en gratitud per les seves accions, el 14 de juliol li va ser concedit el rang de tinent general, lliurant-se-li el 18 de juliol el comandament del Departament Naval de Cadis. Per la seva banda Isabel II li lliura el títol de Comte de Bustillo. Va ser, de nou, ministre de marina en 1863.